# تقرير تشابمان (فلم)
تقرير تشابمان (بالإنجليزية: The Chapman Report) فيلم دراما أمريكي من إخراج جورج كوكور، وإنتاج داريل زانوك و ريتشارد زانوك، و توزيع وارنر برذرز. صدر عام 1962 ومقتبس عن رواية بنفس الاسم للكاتب إيرفينغ والاس.

## روابط خارجية
- تقرير تشابمان على موقع IMDb (الإنجليزية)
- تقرير تشابمان على موقع روتن توميتوز (الإنجليزية)
- تقرير تشابمان على موقع نتفليكس (الإنجليزية)
- تقرير تشابمان على موقع ألو سيني (الفرنسية)
- تقرير تشابمان على موقع Turner Classic Movies (الإنجليزية)
- تقرير تشابمان على موقع أول موفي (الإنجليزية)
- تقرير تشابمان على موقع فيلمافينيتي (الإسبانية)
- تقرير تشابمان على موقع قاعدة بيانات الأفلام السويدية (السويدية)
- تقرير تشابمان على موقع قاعدة بيانات الفيلم (الإنجليزية)
- تقرير تشابمان على موقع ليتربوكسد (الإنجليزية)